# Pentaschistis holciformis
Pentaschistis holciformis är en gräsart som först beskrevs av Christian Gottfried Daniel Nees von Esenbeck, och fick sitt nu gällande namn av Hans Peter Linder. Pentaschistis holciformis ingår i släktet Pentaschistis och familjen gräs. Inga underarter finns listade i Catalogue of Life.